# Barbara Auer
Barbara Auer (n. 1 februarie 1959 în Konstanz) este o actriță germană.

## Date biografice
După bacalaureat, Barbara studiază muzica la Școala de muzică și dramaturgie din Hamburg, unde obține examenul de diplomă în anul 1981. La început a jucat în diferite piese de teatru. Debutul ei în arta cinematografică l-a avut în 1882 cu rolul jucat în filmul "Die Macht der Gefühle" de Alexander Kluges. Cunoscută va fi în urma filmului "Der Boss aus dem Westen" în care a jucat rolul asistentei medicale "Jessica. Din viața ei privată Barbara Auer are doi fii.

## Filmografie
| - 1983: Die Macht der Gefühle - 1986: Lenz oder die Freiheit - 1987: Felix - 1988: Das Milliardenspiel - 1988: Der Boss aus dem Westen - 1989: Verfolgte Wege - 1989: Mit Leib und Seele - 1990: Eine Wahnsinnsehe - 1990: Herzlich willkommen - 1990: Café Europa - 1991: Arbeitersaga – Winter - 1991: Herz in der Hand - 1991: Im Kreise der Lieben - 1992: Brandnacht - 1992: Probefahrt ins Paradies - 1993: Der letzte Kosmonaut - 1993: Frauen sind was wunderbares - 1994: Zuhause wird gegessen! - 1995: Die brennende Schnecke - 1995: Ein falscher Schritt - 1995: Der große Abgang - 1995: Nikolaikirche - 1997: Vergewaltigt – Das Geheimnis einer Nacht - 1997: Weihnachtsfieber - 1997: Die Liebesdienerin - 1998: Solo für Klarinette - 1998: Picknick im Schnee - 1998: Der Hurenstreik – Eine Liebe auf St. Pauli - 1999: Warten ist der Tod - 1999: Die innere Sicherheit - 1999: Einer geht noch - 1999: Kein Weg zurück - 1999: Stille Nacht – Heilige Nacht - 2000: Liebesengel | - 2000: Scheidung auf Rädern - 2000–2001: Donna Leon - 2001: Wolken - 2001: Planet der Kannibalen - 2001: Liebe. Macht. Blind. - 2002: Die Zwillinge - 2002: Mord im Haus des Herrn - 2002: Weihnachtsmann gesucht - 2003: Die andere Frau - 2004: Sergeant Pepper - 2004: Schiller - 2005: Der Mörder meines Vaters - 2005: Ultima Thule – Eine Reise an den Rand der Welt - Nachtschicht (serial) - 2006: Nachtschicht – Der Ausbruch - 2008: Nachtschicht – Ich habe Angst - 2009: Nachtschicht – Blutige Stadt - 2009: Nachtschicht – Wir sind die Polizei - 2010: Nachtschicht – Das tote Mädchen - 2011: Nachtschicht – Ein Mord zu viel - 2006: Ich bin die Andere - 2007: Der Liebeswunsch - 2007: Einfache Leute - 2007: Meine böse Freundin - 2007: Der Novembermann - 2007: Der andere Junge - 2007: Eine gute Mutter - 2007: Yella - 2008: Warten auf Angelina - 2008: In jeder Sekunde - 2009: Krupp – Eine deutsche Familie - 2009: Die Wölfe - 2009: Effi Briest - 2010: Lotta & die alten Eisen |